# Aloe jawiyon
Aloe jawiyon ist eine Pflanzenart der Gattung der Aloen in der Unterfamilie der Affodillgewächse (Asphodeloideae). Das Artepitheton jawiyon leitet sich von je’awiyon, dem auf Sokotra gebräuchlichen Trivialnamen der Art ab.

## Beschreibung

### Vegetative Merkmale
Aloe jawiyon wächst kurz stammbildend, verzweigt und bildet kleine Klumpen. Die aufrechten oder niederliegenden Stämme erreichen eine Länge von bis zu 20 Zentimeter. Die lanzettlich-zugespitzten Laubblätter bilden dichte Rosetten. Ihre gelblich grüne, bräunlich überhauchte Blattspreite ist bis zu 20 Zentimeter lang und 3,5 Zentimeter breit. Die grünen Zähne am Blattrand sind 2 Millimeter lang und stehen 6 Millimeter voneinander entfernt.

### Blütenstände und Blüten
Der einfache Blütenstand erreicht eine Länge von bis zu 20 Zentimeter. Die dichten, zylindrischen Trauben sind 10 bis 20 Zentimeter lang und 4 bis 6 Zentimeter breit. Die lanzettlich-deltoiden Brakteen weisen eine Länge von 4 bis 6 Millimeter auf. Die leuchtend orangefarbenen Blüten besitzen grüne Spitzen und stehen an 8 Millimeter langen Blütenstielen. Die Blüten sind 10 bis 20 Millimeter lang. Oberhalb des Fruchtknotens sind die Blüten leicht verengt. Darüber sind sie zur Mündung erweitert. Ihre äußeren Perigonblätter sind auf einer Länge von 8 Millimetern nicht miteinander verwachsen. Die Staubblätter und der Griffel ragen kaum aus der Blüte heraus.

## Systematik, Verbreitung und Gefährdung
Aloe jawiyon ist in Jemen auf Kalkstein in Höhen von 500 bis 800 Metern verbreitet. 
Die Erstbeschreibung durch Susan J. Christie, Dylan P. Hannon und Neil A. Oakman wurde 2004 veröffentlicht.
Aloe jawiyon wird in der Roten Liste gefährdeter Arten der IUCN als „Near Threatened (NT)“, d. h. gering gefährdet, eingestuft.

## Nachweise